# RedOctane
RedOctane，是美国电子娱乐公司，该公司最出名的游戏是吉他英雄系列。2006年，RedOctane成为动视的全资子公司，在2010年2月，动视关闭该公司。